# USDA klímazóna

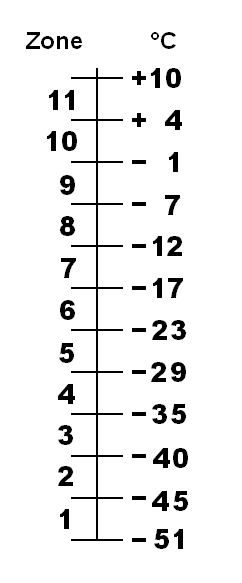
A növények hőmérsékletérzékenységi skálája, amely az átlagos éves minimumhőmérsékletet mutatja. A legfontosabb ezt meghatározó tényezők a magasság, földrajzi szélesség és a vízpart távolsága.

Az USDA klímazóna olyan földrajzi zóna, amelyben növények egy bizonyos csoportja képes megélni, elviselve az adott zónában szokott minimum hőmérsékletet.
A zónák rendszerét először az USDA (United States Department of Agriculture, az Amerikai Egyesült Államok földművelésügyi minisztériuma) fejlesztette ki és azóta sok helyen alkalmazzák. A zónákat a téli átlagos minimum hőmérséklet alapján osztályozták. Például ha a legalacsonyabb téli hőmérséklet az adott helyen öt egymást követő télen −14 °C, −12 °C, −8 °C, −16 °C és −13 °C volt, az átlagos legnagyobb hideg −12,6, így a hely a 7-es zónába kerül.

## Haszna és hiányosságai
Az osztályozás hatékonyan használható, mivel a hidegtűrőség alapvető tényező abban, megnő-e egy adott helyen a szabadban egy bizonyos növény. Hiányosságai közé tartozik ugyanakkor, hogy a nyári hőség szintjeit nem veszi figyelembe. Így ugyanazon zónába kerülhetnek olyan területek, amelyeknek azonos az átlagos minimumhőmérséklete, a nyári hőmérsékleteik nagyon különbözőek. Szélsőséges példa a Shetland-szigetek és Alabama déli része: mindkettő a 8-as és a 9-es zóna határán vannak, a téli hőmérsékleti minimumon kívül azonban kevés azonossága van az éghajlatukban - nyáron Alabama nedves szubtrópusi klímája mintegy 20 °C-kal melegebb, mint az óceáni éghajlatú Shetland, és nagyon kevés az olyan növény, amely mindkét helyen megél.
Az osztályozás egy másik problémája, hogy nem veszi figyelmébe a hótakaró megjelenésének megbízhatóságát. A hótakaró azért lényeges, mert hőszigetelőként működik, megvédve a növények gyökérzetét a szélsőséges hidegektől. Ha a hó, megbízhatóan megérkezik és fennmarad a leghidegebb napokban, a hőmérséklet, amelynek a gyökerek ki vannak téve, kevésbé hideg, mint amit a zónabesorolás sugall. Például a kanadai Québec város a 4-es zónába tartozik, de olyan növényeket lehet itt termeszteni, amelyek különben normálisan az 5-6-os zónákban élnek. Ugyanakkor az 5-ös zónába tartozó Montréalban néha nehéz a zónának megfelelő növényeket életben tartani, mivel a havazás nem megbízható.

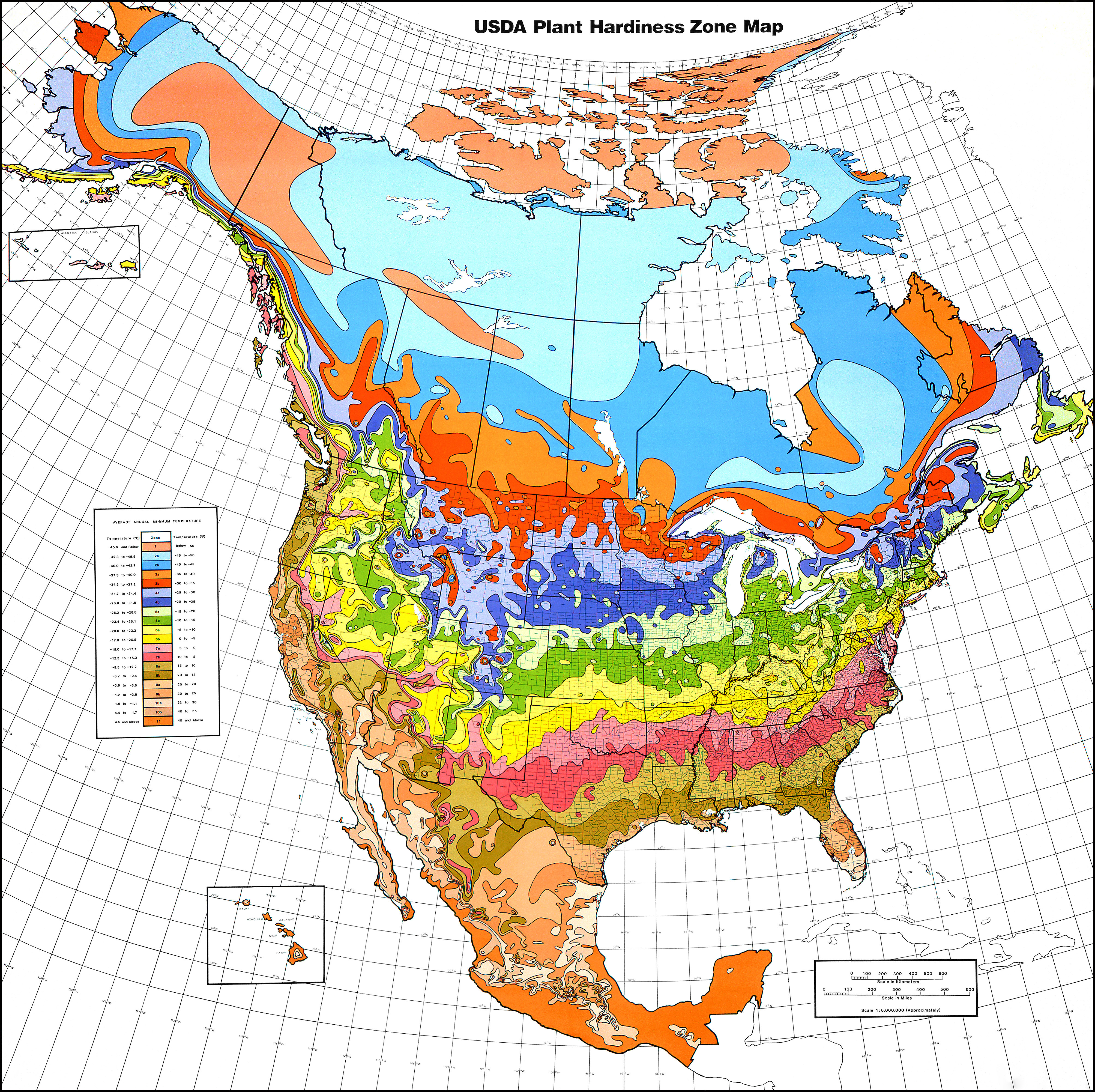
Észak-Amerika klímazónái, az USDA 1990-ben, 1974-1986-os adatokkal kiadott térképe. Interaktív verziója: https://web.archive.org/web/20120704232205/http://www.usna.usda.gov/Hardzone/ushzmap.html

Vannak egyéb tényezők is, amelyek befolyásolják a növények túlélését, mint a talajnedvesség, a fagyos napok száma stb.

## Külső hivatkozások
- Hardiness Zone maps for several continents Archiválva 2006. május 7-i dátummal a Wayback Machine-ben
- Interactive USDA Plant Hardiness Zone Map
- Sunset Magazine Garden Climate Zone Map
- American Horticultural Society Heat Zone Map
- Freeze/Frost data from NOAA
- Data on plant hardiness in Ireland

## Fordítás
- Ez a szócikk részben vagy egészben  a   Hardiness zone című angol Wikipédia-szócikk ezen változatának fordításán alapul.  Az eredeti cikk szerkesztőit annak laptörténete sorolja fel. Ez a jelzés csupán a megfogalmazás eredetét és a szerzői jogokat jelzi, nem szolgál a cikkben szereplő információk forrásmegjelöléseként.